# ピラミッド・テクノロジー
ピラミッド・テクノロジー (Pyramid Technology) は、RISCベースのミニコンピュータを製造していたコンピュータ企業。

## 歴史
ピラミッド・テクノロジーは、1981年にヒューレット・パッカード社を退職した人々が、RISCベースのミニコンピュータを開発するために設立した。1985年にはUNIXベースのマルチプロセッサ機をリリースしている。1995年、ピラミッドはシーメンスに買収され、Siemens Computer Systems US に合併された。ちなみに、1999年にシーメンスと富士通はアメリカでのコンピュータ部門を統合し、Fujitsu Siemens Computers を設立、さらに 2000年にはアムダール社がこれに吸収合併されている。

## 製品
- 90x（1983年） - 32ビット独自プロセッサ（3MHz）を使ったミニコンピュータ
- 98x（1985年） - 対称型マルチプロセッサシステム（クロック 7MHz）、9815（1プロセッサ）～9845（4プロセッサ）。9845は最高 25MIPS。
- MIServer（1989年） - MIPS R3000ベースで、4～12プロセッサ。最高 140MIPS。
  - MIServer S（1991年） - R3000/33MHz、1～12プロセッサ。
  - MIServer ES（1992年） - R3000/33MHz、～24プロセッサ。
- Nile（1993年） - R4400/150MHz、2～16プロセッサ。1プロセッサ当たり 92MIPS。
- Reliant RM 1000（1995年） - コードネーム Meshine。シーメンスに買収された後でリリースされた。MIPS R10000 を使ったノードをメッシュ型に構成したコンピュータ・クラスターであり、各ノードでUNIX系OSが動作し、全体の制御を PrimeCluster HA というソフトウェアで行う。各ノードには最大12台のSCSIディスクを接続可能で、Nile もノードとして組み込み可能だった。シーメンスは後継マシンを開発しなかったため、これを実際に使用していた顧客企業は代替となる製品（並列処理が可能で、かつI/Oが大規模なもの）を探すのに苦労したという。